# Gesetz über elektronische Handelsregister und Genossenschaftsregister sowie das Unternehmensregister
Das Gesetz über elektronische Handelsregister und Genossenschaftsregister sowie das Unternehmensregister (EHUG), welches überwiegend am 1. Januar 2007 in Kraft trat, ist ein deutsches Artikelgesetz, mit dem die europarechtlichen Vorgaben durch die Publizitätsrichtlinie und die Transparenzrichtlinie in nationales Recht umgesetzt wurden.
Es schuf die Rahmenbedingungen für die Führung elektronischer Handelsregister, führte ein elektronisches Unternehmensregister ein und regelte das Verfahren und die Sanktionen zur Offenlegung von Jahresabschlüssen neu.
Insbesondere die Reform des Verfahrens und der Durchsetzung der gesetzlichen Pflicht zur Jahresabschlusspublizität führte zu einem Paradigmenwechsel für nicht-kapitalmarktorientierte Unternehmen in Deutschland im Hinblick auf die Offenlegung ihres Jahresabschlusses. Während vor 2007 lediglich auf Antrag eines Berechtigten Verstöße gegen die Offenlegungspflicht verfolgt wurden, wurde mit dem EHUG ein Ordnungsgeldverfahren geschaffen, das von Amts wegen eingeleitet wird.
Kapitalgesellschaften sind nach dem Gesetz verpflichtet, ihre Abschlüsse spätestens 12 Monate nach Ende des Geschäftsjahres beim elektronischen Bundesanzeiger einzureichen. Verstöße gegen diese Offenlegungspflicht werden mit Ordnungsgeldverfahren und Strafen zwischen 2.500 und 25.000 Euro vom Bundesamt für Justiz geahndet. Die Digitalisierung der Offenlegungsdaten ermöglicht es dem Bundesamt für Justiz, solche Verstöße flächendeckend zu verfolgen.